# Pentax K-5
K7 K5-IIs
K5-II
Le Pentax K-5 est un appareil photographique reflex numérique de 16,3 mégapixels. Annoncé le 20 septembre 2010, il a été commercialisé à la mi-octobre 2010. 
Extérieurement, la coque de l’appareil est quasi-inchangée par rapport au Pentax K-7 (en) (le sélecteur de mode sur le côté gauche est légèrement plus haut). Les principales améliorations par rapport au modèle précédent sont une sensibilité plus élevée à la lumière (performances améliorées en sensibilité ISO), une augmentation de la définition du capteur de près de deux mégapixels, et un système autofocus piloté par la puce SAFOX IX +.

## Fonctionnalités
- Cinq modes « USER » personnalisables.
- Bouton « RAW / Fx » personnalisable qui remplace le précédent bouton « RAW » à usage unique.
- Les niveaux de réduction du bruit sont personnalisables pour chaque valeur ISO.
- Plusieurs options d’auto-bracketing.
- Vidéo 1080p.
- Cadence de rafale à 7 images par seconde.
- Filtres numériques « traitement sans blanchiment » et  traitement croisé.
- Niveau électronique affichant maintenant les informations de roulis et de tangage.
- Personnalisation de la grille de visée en mode Live View parmi 3 choix.

## Modes vidéo
Le K-5 peut enregistrer des vidéos en Full HD 1080p mais également avec des résolutions plus basses en utilisant le codec MPEG. Les résolutions d'enregistrement vidéo disponibles sont les suivantes (entre parenthèses le framerate) :
- 1920x1080 (25p)
- 1280x720 (25p)
- 1280x720 (30p)
- 640x424 (25p)
- 640x424 (30p)

## Historique desfirmwares[1]
- 1.01 : disponible depuis le 18 novembre 2010. Augmente le nombre de prises de vues maximum en rafale en mode RAW en basse et haute sensibilité (par exemple, en RAW, à 100 ISO, le nombre de prises de vues maximum passera de 8 à 20 grâce à ce firmware). Améliore les performances générales du boîtier.

- 1.02 : disponible depuis le 6 janvier 2011. Plus de rapidité pour l’autofocus avec détection de contraste. En mode pose longue « B », possibilité de sélectionner tous les réglages ISO de 80 à 51 200 (contre 1 600 avec la précédente version du firmware). Permet la compatibilité avec les cartes SDXC.

- 1.03 : disponible depuis le 9 mars 2011. La précision de l’AF en condition de faible luminosité a été améliorée. Améliore les performances générales du boîtier.

- 1.10 : disponible le 20 juin 2011. Ajout de la compatibilité avec le module GPS, Pentax O-GPS1, et du menu permettant son utilisation.

- 1.11 : disponible le 13 juillet 2011. Correction de l'obtention des données GPS lors de prises de vues en format RAW.
- 1.12 : Lorsque l’accessoire GPS O-GPS1 est monté sur le K-5 lors d’une prise de vue d’un ciel étoilé en pause longue et avec la fonction « Astrotracer » activée, la nouvelle version du firmware 1.12 corrige la bande lumineuse verte qui peut exceptionnellement et selon les conditions de prises de vue apparaître sur la photo.
- 1.13 : Améliore la fiabilité de l’enregistrement sur carte SDXC.
- 1.14 : Optimisation de l'autofocus quand on utilise un objectif [HD PENTAX-DA 560mmF5.6ED AW] et améliore la stabilité du firmware.
- 1.15 : Gestion des flashs externes [AF360FGZII] et [AF540FGZII], et optimisation de l'autofocus avec les objectifs HD PENTAX-DA Limited series.
- 1.16 : disponible depuis le 3 juin 2014. Gestion des [HD PENTAX-DA AF REAR CONVERTER 1.4X AW] et amélioration de la stabilité du firmware.